# 斜紋樸麗魚
斜紋樸麗魚，為輻鰭魚綱鱸形目隆頭魚亞目慈鯛科的其中一種，被IUCN列為易危保育類動物，分布於非洲維多利亞湖及尼羅河上游流域，體長可達8.9公分，棲息在植被生長的水域，屬草食性，以矽藻為食，生活習性不明。

## 擴展閱讀
維基物種上的相關：斜紋樸麗魚